# Catasticta atahuallpa
Catasticta atahuallpa är en fjärilsart som beskrevs av Ulf Eitschberger och Racheli 1998. Catasticta atahuallpa ingår i släktet Catasticta och familjen vitfjärilar.
Artens utbredningsområde är Peru. Inga underarter finns listade i Catalogue of Life.